# ゼッポレ
ゼッポレ（伊: zeppola、複数形: zeppole）とは、揚げドーナッツに粉砂糖やカスタードクリーム、ゼリーを乗せたペイストリー菓子である。フリッテッレ（frittelle）、サルデーニャでは元は tzípulas と呼ばれていたがイタリア化した際にzippole や zeppole sardeと変えて呼ばれる。
イタリアの父の日、イエスの養父ヨセフ（イタリア語：San Giuseppe ）の誕生日3月19日を祝う聖ジュゼッペの日（イタリア語：Giorno di San Giuseppe）に伝統的に食べられていることから、ゼッポレ・ディ・サン・ジュゼッペ とも呼ばれる。また、ほかの祝日などでも食される。マルタ島では、アンチョビを入れた甘くないゼッポレが四旬節に食される。
スフィンチャ（sfincia）やゼッポレという名称はシュークリームにも使われる 。

## 名前の由来
ジョゼッペの愛称から。